# Yoshinori Ishigami
Yoshinori Ishigami (jap. 石神 良訓, Ishigami Yoshinori; * 4. November 1957 in der Präfektur Shizuoka) ist ein ehemaliger japanischer Fußballspieler.

## Nationalmannschaft
1984 debütierte Ishigami für die japanische Fußballnationalmannschaft. Ishigami bestritt 12 Länderspiele.

## Errungene Titel
- Japan Soccer League: 1987/88
- Kaiserpokal: 1982

## Persönliche Auszeichnungen
- Japan Soccer League Best Eleven: 1984, 1987/88